# FIFA Ballon d'Or de 2012
A Bola de Ouro da FIFA de 2012 foi a 22ª edição da premiação máxima do futebol mundial outorgada pela Federação Internacional de Futebol (FIFA) e a terceira com tal denominação. A cerimônia de premiação  foi realizada em 7 de janeiro de 2013 no Kongresshaus em Zurique, na Suiça.

## A cerimônia
A cerimônia foi apresenada pelo ex-jogador Ruud Gullit e Kay Murray. Foi apresentado Fuleco o mascote da próxima Copa do Mundo FIFA de 2014 por Ronaldo Nazário. Para a seleção dos onze melhores do mundo o FIFPro, foi entregue por Michel Platini e Andriy Shevchenko. Aos melhores treinadores masculino e feminino por Luiz Felipe Scolari. Joseph Blatter para Franz Beckenbauer a prêmio Presidencial FIFA e o principe Ali Bin Al Hussein o prêmio Fair Play FIFA a Federação de Futebol do Uzbequistão. Carlos Valderrama entregou o prêmio Puskas. Após apresentação musical de Amy Macdonald, Hope Solo apresentou a melhor jogadora do mundo. Ao melhor jogador do mundo a entrega foi feita por Francois Moriniere, CEO da revista France Football, Joseph Blatter e Fabio Cannavaro.

## Transmissão
A exibição ao vivo pela TV ao Brasil foi feita pelos canais por assinatura BandSports, ESPN Brasil, Fox Sports e SporTV.

## Premiações
Vencedor(a)

### Futebolista

#### Masculino
Os três finalistas para a categoria são:
| Pos. | Nome              | Nacionalidade | Clube       | Votos  |
| ---- | ----------------- | ------------- | ----------- | ------ |
| 1º   | Lionel Messi      | Argentina     | Barcelona   | 41,67% |
| 2º   | Cristiano Ronaldo | Portugal      | Real Madrid | 23,71% |
| 3º   | Andrés Iniesta    | Espanha       | Barcelona   | 10,90% |

#### Feminino
As indicadas para a categoria foram:
| Nome         | Nacionalidade  | Clube            |
| ------------ | -------------- | ---------------- |
| Marta        | Brasil         | Tyresö FF        |
| Alex Morgan  | Estados Unidos | Seattle Sounders |
| Abby Wambach | Estados Unidos | Estados Unidos   |

### Treinador

#### Masculino
Os indicados para a categoria foram:
| Nome               | Nacionalidade | Clube/Seleção |
| ------------------ | ------------- | ------------- |
| Vicente Del Bosque | Espanha       | Espanha       |
| Josep Guardiola    | Espanha       | Barcelona     |
| José Mourinho      | Portugal      | Real Madrid   |

#### Feminino
Os indicados para a categoria foram:
| Nome         | Nacionalidade | Clube/Seleção  |
| ------------ | ------------- | -------------- |
| Bruno Bini   | França        | França         |
| Pia Sundhage | Suécia        | Estados Unidos |
| Norio Sasaki | Japão         | Japão          |

### FIFA/FIFPro World XI
| Posição          | Futebolista       | País      | Clube              |
| ---------------- | ----------------- | --------- | ------------------ |
| Goleiro          | Iker Casillas     | Espanha   | Real Madrid        |
| Lateral-direito  | Daniel Alves      | Brasil    | Barcelona          |
| Zagueiro         | Gerard Piqué      | Espanha   | Barcelona          |
| Zagueiro         | Sergio Ramos      | Espanha   | Real Madrid        |
| Lateral-esquerdo | Marcelo           | Brasil    | Real Madrid        |
| Meia             | Xabi Alonso       | Espanha   | Real Madrid        |
| Meia             | Xavi              | Espanha   | Barcelona          |
| Meia             | Andrés Iniesta    | Espanha   | Barcelona          |
| Atacante         | Cristiano Ronaldo | Portugal  | Real Madrid        |
| Atacante         | Falcao García     | Colômbia  | Atlético de Madrid |
| Atacante         | Lionel Messi      | Argentina | Barcelona          |

Esta foi a primeira vez que os onze escolhidos pertencem a mesma liga,  La Liga.

### Fair Play FIFA
Federação de Futebol do Uzbequistão

### Presidencial FIFA
Franz Beckenbauer